# Vilsund
Vilsund er et cirka 8 kilometer langt, op til 16 meter dybt nord-sydgående sund i Limfjorden mellem vestsiden af Mors og Thys østlige side. Det  forbinder Thisted Bredning i nord med Dragstrup Vig mod syd. Ved det tidligere færgested mellem Vilsund Øst og Vilsund Vest forbinder den 380 meter lange Vilsundbroen, fra 1939 Mors og Thy. I den sydlige ende,  mellem Skallerup Hage og Flejlskær Hage, går Rovvig cirka 2 kilometer mod vest på Mors.
56°52′N 8°38′Ø / 56.867°N 8.633°Ø